# Wiktor Skopenko
Wiktor Wassylowytsch Skopenko (* 18. Dezember 1935 Nowhorodka, Ukrainische SSR; † 5. Juli 2010 in Kiew) war ein ukrainischer Chemiker und Universitätsrektor.

## Leben
Wiktor Skopenko kam als Sohn des Lehrers und späteren Helden der Sowjetunion Wassyl Fedorowytsch Skopenko (1912–1945) in Nowhorodka, Oblast Kirowohrad zur Welt. Das Abitur machte er in Kiew und studierte im Anschluss von 1953 bis 1958 Chemie an der Nationalen Taras-Schewtschenko-Universität. Zwischen 1959 und 1962 machte er an gleicher Universität den Doktor der Chemie und begann anschließend als Assistent am Lehrstuhl für anorganische Chemie seine Tätigkeit an der Universität Kiew. 1966 wurde zum stellvertretenden Dekan der Fakultät für Chemie ernannt und 1972 wurde er Professor. Von 1985 bis 2008 war er schließlich Rektor der Nationalen Taras-Schewtschenko-Universität.
Von 1992 an war Skopenko Mitglied der Akademie der Pädagogischen Wissenschaften der Ukraine und seit 1998 Mitglied des Präsidiums der Nationalen Akademie der Wissenschaften der Ukraine. 1993 wurde er Präsident der Union der Rektoren der Hochschulen der Ukraine.
Der Autor von über 400 wissenschaftlichen Arbeiten, darunter 15 Monographien und Lehrbücher, starb in Kiew und wurde auf dem dortigen Baikowe-Friedhof beerdigt.

## Ehrungen
Wiktor Skopenko war Ehrendoktor unter anderem folgender Universitäten:
- Staatliche Universität Moskau
- Universität Rostow
- Jagiellonen-Universität
- Universität Bratislava
- Süd-West-Universität Neofit Rilski
- Chiao-Tung-Nationaluniversität
- Universität Czernowitz

Außerdem erhielt Wiktor Skopenko zahlreiche staatliche Ehrungen. Darunter:
- 1981 Orden des Roten Banners der Arbeit[1]
- 1985 Orden der Völkerfreundschaft[1]
- 1995 Verdienstorden der Ukraine 3. Klasse[1]
- 1998 Orden des Heiligen Wladimir[1]
- 1999 Held der Ukraine[1]
- 1999 Ehrenbürger der Stadt Kiew[3]
- 2000 Verdienstorden der Ukraine 1. Klasse[4]
- 2004 Orden des Fürsten Jaroslaw des Weisen 5. Klasse[1]